# Ormocarpum suberosum
Ormocarpum suberosum là một loài thực vật có hoa trong họ Đậu. Loài này được Teijsm. & Binn. miêu tả khoa học đầu tiên.